# Museo civico archeologico etnografico Carlo Giacomo Fanchini
Il Museo civico archeologico etnografico Carlo Giacomo Fanchini si trova a Oleggio (NO) ed è situato in un edificio, di proprietà comunale, le cui origini risalgono al XVII secolo. Con una collezione di oltre 100.000 pezzi e circa 40 ricostruzioni di ambienti è il più grande museo etnografico della provincia di Novara.

## Storia

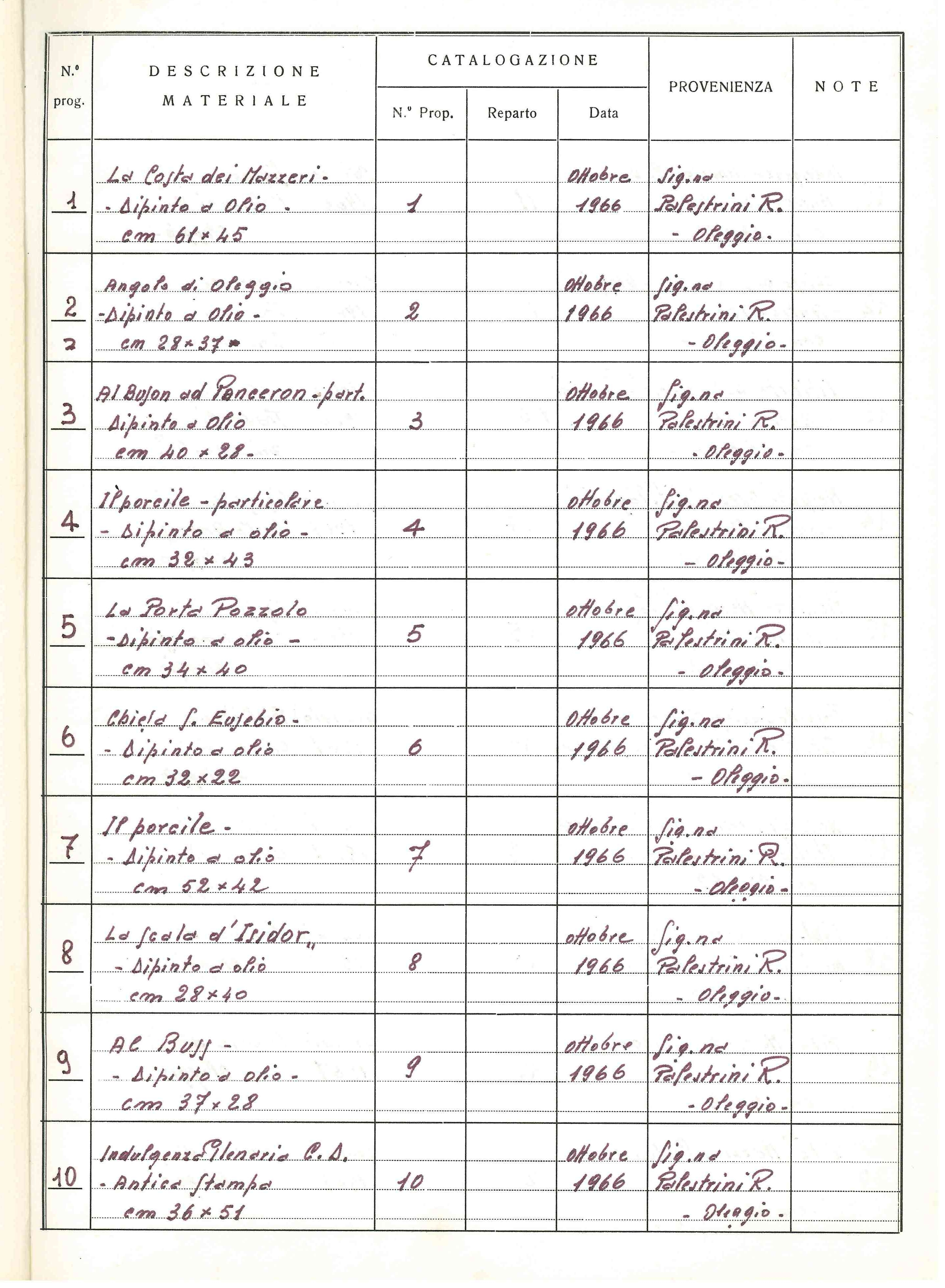
La prima pagina del registro di catalogazione del museo con la donazione effettuata da Rina Palestrini

La volontà di istituire un museo a Oleggio risale al 1937 per volontà della famiglia Negri, ma l'iniziativa non ebbe seguito. 
L'inizio della raccolta di oggetti e cose che riguardavano la vita, le attività casalinghe, rurali ed artigianali della vecchia Oleggio si deve a Enzio Julitta, scrittore e studioso della storia e del dialetto locale. Alla sua morte la collezione passò alla sua compagna, Caterina Palestrini, che proseguì l'opera di raccolta. 
La prima occasione di valorizzazione si ebbe nel 1965 con l'istituzione della biblioteca comunale della quale erano membri, tra gli altri, sia Rina Palestrini sia membri della famiglia Negri. 
L'inizio della raccolta di oggetti per la collezione del museo viene annunciato nella seconda seduta del consiglio di Biblioteca (27 luglio 1967) ma rimandato alla conclusione dei lavori di sistemazione dei locali. Negli anni successivi proseguì la raccolta di materiali comprese le opere depositate da enti di beneficenza, tra le quali nove grandi tele raffiguranti i benefattori dell'Ospedale civile oleggese e altre donazioni da privati.
Il 5 ottobre 1969 venne inaugurata la "Mostra permanente di Ricordi e Cimeli locali", dal 1970 Carlo Giacomo Fanchini, già presidente della biblioteca, si dedicò completamente al progetto del museo e chiese all'Amministrazione comunale l'uso del piano terreno di un'ala della Villa Trolliet all'epoca inutilizzata.
Nel 1978 la collezione venne trasferita al primo piano del Palazzo dell'Asilo Infantile, la ricostruzione degli ambienti domestici risale al 1980, negli anni successivi vengono creati gli ambienti dedicati all'artigianato. La costituzione della sezione archeologica risale invece al 1996, anno in cui il museo viene intitolato a Carlo Giacomo Fanchini.

## Sezione archeologica

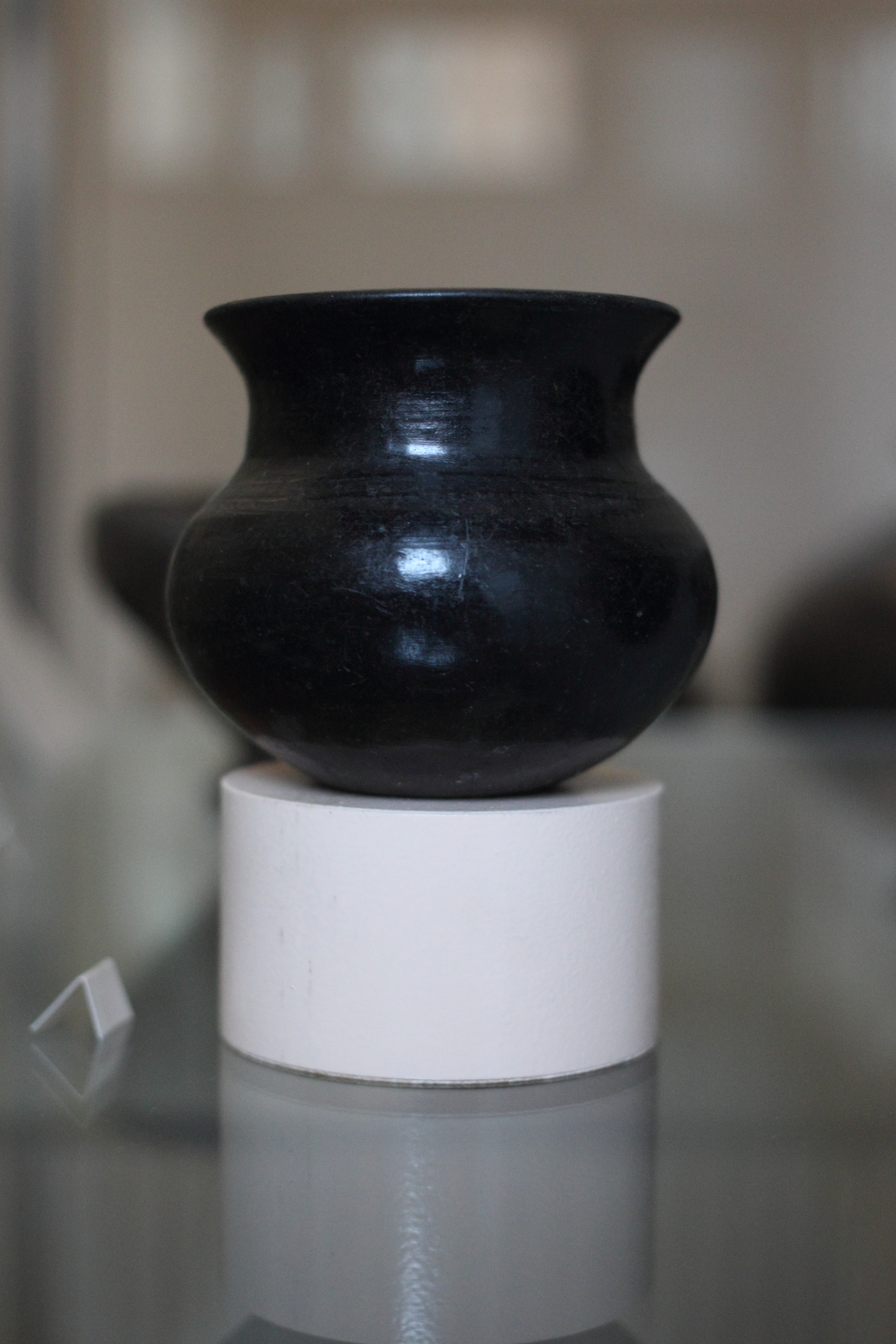
Bicchiere della birra, cultura di Golasecca

Nell'ala a sinistra dell'ingresso principale sono allestite, in collaborazione con la Soprintendenza per i Beni Archeologici e al Museo delle Antichità Egizie del Piemonte, alcune sale che ospitano la sezione Archeologica con numerosi reperti rinvenuti a Pombia e ad Oleggio.
I reperti provenienti da Pombia sono riconducibili alla cultura di Golasecca, tra di essi diverse urne funerarie con i loro corredi fra i quali fibule e bicchieri rituali per la birra. 
Dalla necropoli della frazione oleggese di Loreto giungono reperti databili tra il II secolo a.C. e il IV secolo d.C. riconducibili alla presenza in zona dei Vertamocori, una popolazione celtica e testimonianze della progressiva romanizzazione del territorio.

## Sezione etnografica

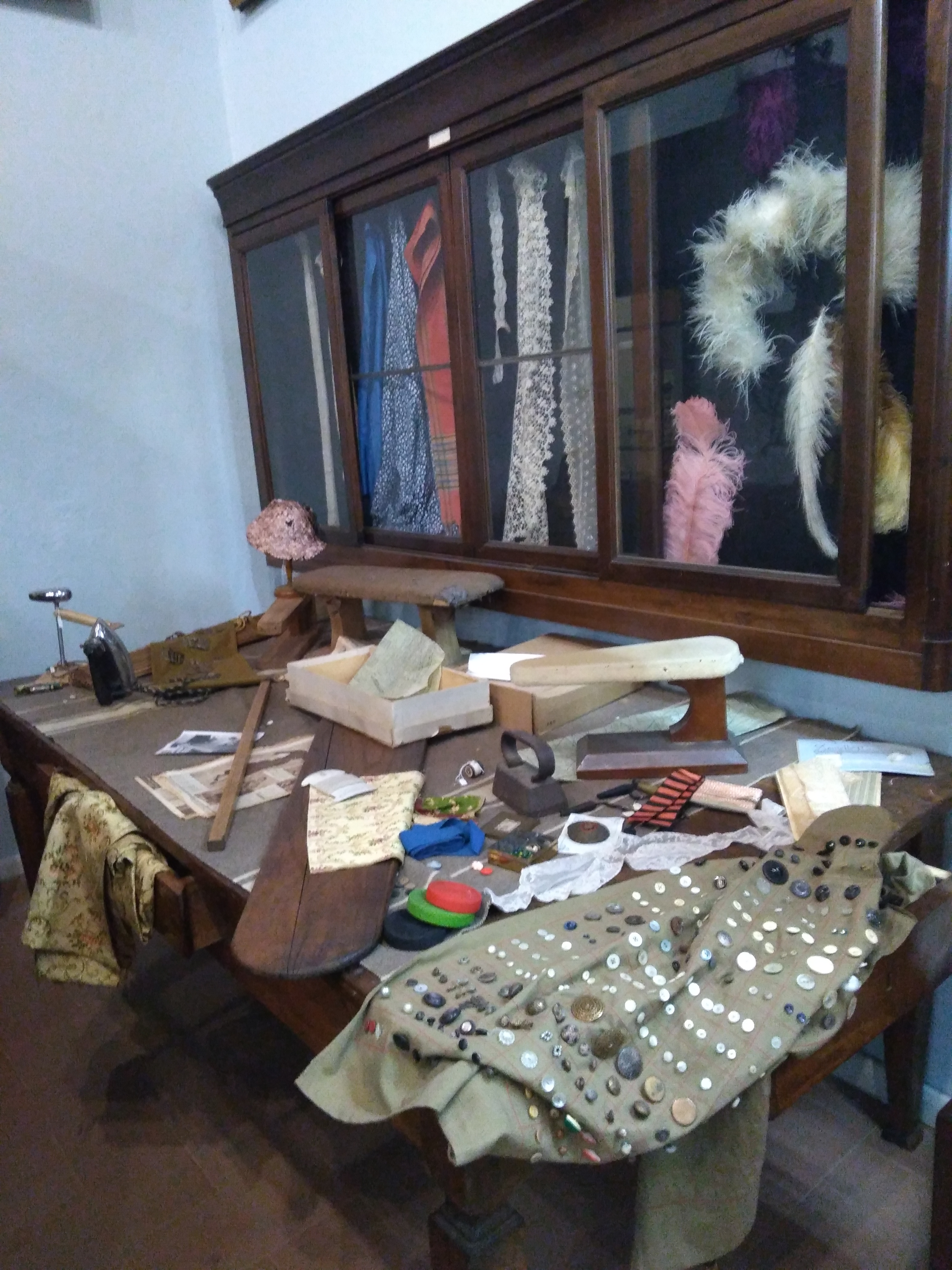
Laboratorio della modista

La sezione etnografica comprende la ricostruzione di diversi ambienti rappresentativi della vita di fine XIX – inizio XX secolo.
Vi sono ricostruiti con arredi del periodo, complementi ed accessori, sia ambienti domestici, come la cucina contadina, la camera da letto, il salotto borghese ma anche l'aula scolastica sia ambienti legati alle attività artigianali, botteghe, laboratori ed una ricca esposizione di abbigliamento.